# Robert Pischke
Robert Pischke (* 16. August 1941 in Danzig; † 11. März 1996 in Rostock) war ein deutscher Fußballschiedsrichter und Fußballfunktionär.

## Leben und Werk
Pischke spielte von 1951 bis 1958 selbst als Läufer für die unterklassige Mannschaft von Traktor Diekhof. Nachdem er mit 16 Jahren seine Schiedsrichterprüfung ablegte, leitete er am 4. September 1966 sein erstes Spiel in der DDR-Liga zwischen Dynamo Schwerin und Motor Köpenick. Vier Jahre später, am 29. August 1970 debütiert er als einer der Jüngsten mit 29 Jahren und 13 Tagen in der DDR-Oberliga bei der Partie Hallescher FC Chemie gegen 1. FC Union Berlin
Von 1974 an pfiff Pischke insgesamt 29 internationale Spiele, ehe ihm am 21. September 1974 ein Elfmeterpfiff zum Verhängnis wurde. Bei der Begegnung zwischen Dynamo Dresden und dem BFC Dynamo sprach er den Sachsen in der 89. Minute einen nicht unumstrittenen Elfmeter, der zur Niederlage des BFC führte. Daraufhin wurde der Schiedsrichter nie wieder zu Spielen der Oberliga angesetzt. Nachdem er vom DFV zudem von der internationalen Liste gestrichen wurde und er somit eine Einladung zur Leitung eines Länderspiels in Schweden nicht annehmen konnte, gab er sein Schiedsrichteramt auf.
1978 übernahm Pischke, der im Rostocker Hafen als Schiffsmakler tätig war, eine leitende Funktion beim DDR-Ligisten BSG Schiffahrt und Hafen Rostock. 1986 übernahm er dann den Vorsitz des F.C. Hansa Rostock. Beim Oberligisten hatte Pischke in Zeiten der politischen Wende viel zu tun. Es galt Strukturen zu schaffen, die den Verein den Weg in den bezahlten Fußball ermöglichen sollten. Noch vor der Umwandlung des F.C. Hansa in einen eingetragenen Verein galt es mit den Spielern Verträge abzuschließen, die ein Ausverkauf der Mannschaft wie bei den Oberligakonkurrenten verhinderten. Dabei half vor allem die Ablösesumme, die Pischke gemeinsam mit Manfred Wimmer nachträglich für Axel Kruse von Hertha BSC heraushandeln konnte. Der ehemalige Rostocker Stürmer war ein Jahr zuvor aus der DDR geflüchtet und ohne die Einwilligung der Hanseaten nicht spielberechtigt.
Im Februar 1991 übergab Pischke das Präsidentenamt an den stellvertretenden Rostocker Oberbürgermeister Wolfgang Zöllick. Für eine Wiederwahl stand er nicht zur Verfügung, stattdessen arbeitete er fortan als Unternehmensberater.
Mit 54 Jahren erlag Robert Pischke 1996 einem Krebsleiden.